# Веийе, Элис
Элис Анна Веийе (урождённая Жаваль; 10 октября 1869, I округ Парижа — 7 сентября 1943, концлагерь Освенцим, Верхняя Силезия) — француженка, коллекционер произведений искусства, награжденная орденом Почётного легиона. Жена Лазара Веийе, она интересовалась авиацией. Во время Второй мировой войны она была интернирована в Дранси и депортирована в Освенцим, где была убита.
Она была матерью авиатора и промышленника Поля-Луи Веийе.

## Жизнь
Семья Жаваль, разбогатевшая в Эльзасе, была евреями, владельцами фабрик, купцами и банкирами, поселившимися в Париже, где и родилась Алиса. Она была дочерью Луи Эмиля Жаваля (1839—1907), известного офтальмолога и коллекционера японского искусства, и его жены Марии Анны Эллиссен (1847—1933), одной из пяти детей, как один получивших гуманитарное образование. Её сестра Жанна вышла замуж за Пола Вайсса и была матерью Луизы Вайсс, журналистки и борца за права женщин, и Дженни Обри, психиатра и психоаналитика.
12 августа 1889 года Алиса вышла замуж за вдовца Лазара Веийе (1858—1928), промышленника и регионального сенатора. Они познакомились через семью Эллиссенов, её родственников, инвесторов одной из его компаний. Свидетелями на свадьбе были Эжен Шпюллер, поэт Сюлли-Прюдом и Адольф Карно, брат президента Франции.
У Веийеров было четверо детей: Жан-Пьер (1890), Мари-Тереза (1890), Жорж-Андре (1892) и Поль-Луи (1893—1993). В 1908 году Алиса Веийе начала проявлять большой интерес к авиации после того, как её муж предложил приз в размере 10 000 долларов за первый полёт с двигателем во Франции. Она познакомилась с братьями Райт, получившими приз, и 9 октября 1908 года совершила ранний полет на их биплане, через два дня после Эдит Берг. Пилотом стала не она сама, как иногда предполагалось, а её сын Поль-Луи.
В 1932 году Алиса Веийе стала вице-председателем комитета Общества Эльзаса-Лотарингии, содействующего созданию лагерей отдыха для рабочего класса, а затем была назначена кавалером Почётного легиона. Во время Второй мировой войны она была одной из французских евреев, интернированных в лагерь для интернированных Дранси под Парижем. 2 сентября 1943 года она была депортирована в немецкие концентрационные лагеря в Польше и убита в Освенциме 7 сентября.